# Холлоуэй, Джош
Джо́шуа Ли «Джош» Хо́ллоуэй (англ. Joshua Lee «Josh» Holloway, род. 20 июля 1969, Сан-Хосе, Калифорния) — американский актёр, наиболее известный ролью Сойера в телесериале «Остаться в живых» и Уилла Боумана в телесериале «Колония».

## Биография
Когда Джошу исполнилось два года, его семья переехала из Сан-Хосе в район Голубых гор, которые находятся в Джорджии. Он — второй ребёнок в семье, у него есть три брата. Ходил в школу Чероки, которую окончил в 1987 году. Летом на каникулах подрабатывал на фермах, где собирал мёртвых цыплят.
Джош Холлоуэй начал интересоваться кино с очень раннего возраста. Он поступил в Университет Джорджии, но бросил его спустя год, став успешной моделью. В этом качестве он объездил всю Европу и Северную Америку.
Я решил, что в такой семье, как наша, должен быть хотя бы один ненормальный. Мои родители и братья — компьютерные головы, настоящие интеллектуалы. Мой третий брат работает в Джорджии, он — физик-ядерщик. А я с трудом могу послать письмо по электронной почте.

## Карьера
Намерения Джоша стать актёром привели его в Лос-Анджелес, где он получил роль в комедии «Доктор Бенни». Он снялся в фильме «Ледяное сердце» и сериалах «Хорошие девочки не плачут», «Крутой Уокер: правосудие по-техасски», а также в первом эпизоде телесериала «Ангел». Появился также в клипе группы Aerosmith на песню Cryin', где сыграл парня, который обкрадывает Алисию Сильверстоун. Но известность ему принесла роль Сойера в телесериале «Остаться в живых».
Я хотел, чтобы Сойер был чем-то средним между Ханом Соло и, может быть, Росомахой. В нем живёт гнев, но в то же время он — обаятельный негодяй, как Соло. Сойер — действительно блестящий, интересный персонаж. Его секрет в том, что вы его ненавидите и обожаете одновременно. Он постоянно держит вас в напряжении, никогда не знаешь, что он сделает в следующий момент. Будь он другим, я уверен, что он был бы давно мёртв, в лучших традициях нашего шоу.
После успеха сериала «Остаться в живых», в компании Electronic Arts ему предложили сняться в трейлерах и роликах для компьютерной игры «Command & Conquer 3: Tiberium Wars», где он сыграл Аджея, офицера разведки NOD. В 2007 году снялся в фильме «Шёпот» с Сарой Уэйн Кэллис, известной по сериалам «Побег» и «Ходячие мертвецы».

### Сериал «Остаться в живых»

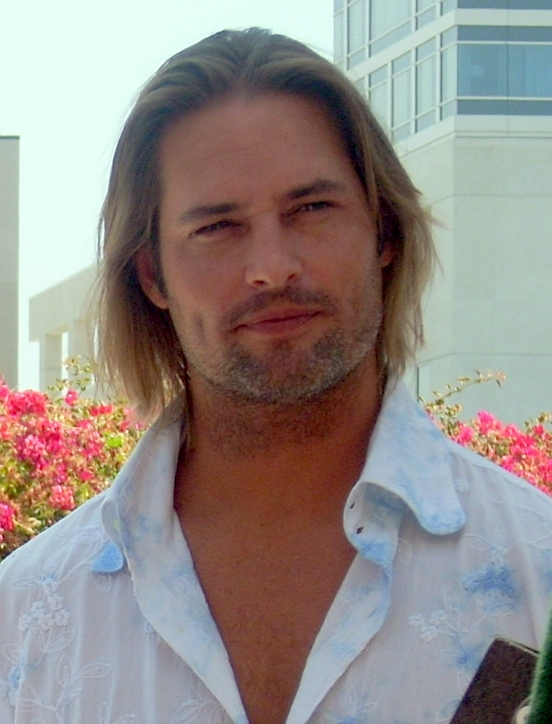
На конвенции San Diego Comic-Con International в 2009 году

На роль Сойера не пробовался только ленивый. Роль хотели получить Мэттью Фокс, Доминик Монаган и даже Хорхе Гарсиа. Джош пришёл одним из последних и, прочитав монолог, для пущей экспрессии сломал стул. Роль тут же была отдана ему.
С тех пор, как Джош Холлоуэй решил стать актёром, ему приходилось постоянно бороться со своим сильным южным акцентом. Но когда продюсеры «Остаться в живых» услышали его, то заявили, чтобы он говорил как есть и даже подчеркивал своё произношение, так как это добавит колоритности его персонажу Сойеру, тоже южанину.
Сойер носит волосы до плеч. Такая прическа непривычна для Холлоуэя, обычно он стригся короче. Однако он говорит, что ему нравится, как это выглядит, хотя до сих пор испытывает неудобства на съёмках около берега, когда его длинные волосы развевает ветер.
Джошу предложили сыграть эпизодическую роль Гамбита в фильме «Люди Икс: Последняя битва», но он отказался, так как этот персонаж был очень похож на Сойера из «Остаться в живых», а он не хотел, чтобы за ним закрепилось определённое амплуа.

### Новые проекты
В сентябре 2010 года Холлоуэй присоединился к актёрскому составу фильма «Миссия невыполнима: Протокол Фантом», премьера которого состоялась в декабре 2011 года.
Также в 2011 году Джош появился в одной серии комедийного телесериала «Сообщество».

## Личная жизнь
С 1 октября 2004 года Джош Холлоуэй женат на давней подруге, индонезийке Йессике Кумале. Предложение ей он сделал по окончании съёмок «Остаться в живых» на Гавайях. 9 апреля 2009 года у Джоша родилась дочь Ява Кумала, а в феврале 2014 года родился сын Хантер Ли.
В связи со съёмками сериала «Остаться в живых», он жил то на Оаху (Гавайи), то в Лос-Анджелесе.
Джош Холлоуэй любит кататься на лодках, плавать, кататься на сноуборде и мотоцикле. Он обучается боевым искусствам и играет на гитаре. Также в одном трейлере он признался: «Мне очень нравится пиво», и заметил, что лучшее людское изобретение всех времен и народов — перегонять алкоголь. Его любимая еда — жареная курица и шоколадный пирог.

## Награды и достижения
В 2005 году журнал «People» внёс его в число 50 самых красивых людей планеты. В январе 2006 года журнал «In Touch Weekly» назвал Джоша Холлоуэя самой сексуальной звездой телевидения. В том же месяце Джош попал на 17 место списка секс-символов у британских читателей журнала «OK!».
В 2010 году Джош Холлоуэй получил премию «Сатурн» за свою роль в телесериале «Остаться в живых».

## Фильмография
| Год       |    | Русское название                     | Оригинальное название                | Роль               |
| --------- | -- | ------------------------------------ | ------------------------------------ | ------------------ |
| 1999      | с  | Ангел                                | Angel                                | симпатичный парень |
| 2001      | ф  | Ледяное сердце                       | Cold Heart                           | Шон                |
| 2001      | с  | Крутой Уокер: Правосудие по-техасски | Walker, Texas Ranger                 | Бен Уайли          |
| 2002      | ф  | Переезд Августа                      | Moving August                        | Лорен Кэрол        |
| 2002      | ф  | —                                    | Mi Amigo                             | молодой Пэл        |
| 2002      | тф | Саблезубый                           | Sabretooth                           | Трент Паркс        |
| 2002      | тф | —                                    | Meine Tochter ist keine Mörderin     | н/д                |
| 2003      | ф  | Доктор Бенни                         | Doctor Benny                         | Феб                |
| 2003      | с  | C.S.I.: Место преступления           | CSI: Crime Scene Investigation       | Кенни Ричмонд      |
| 2003      | с  | —                                    | The Lyon’s Den                       | парень Ланы        |
| 2004      | с  | Морская полиция: Спецотдел           | NCIS                                 | шериф              |
| 2004      | с  | —                                    | Good Girls Don’t…                    | Эрик               |
| 2004—2010 | с  | Остаться в живых                     | Lost                                 | Сойер              |
| 2007      | ки | —                                    | Command & Conquer 3: Tiberium Wars   | офицер Аджей       |
| 2007      | ф  | Шёпот                                | Whisper                              | Макс Трумонт       |
| 2009      | ф  | Только спокойствие                   | Stay Cool                            | Уайно              |
| 2011      | с  | Сообщество                           | Community                            | Чёрный всадник     |
| 2011      | тф | Пять                                 | Five                                 | Билл               |
| 2011      | ф  | Миссия невыполнима: Протокол Фантом  | Mission: Impossible — Ghost Protocol | Тревор Хенеуэй     |
| 2013      | мс | Йоу Габба Габба!                     | Yo Gabba Gabba!                      | фермер Джош        |
| 2013      | ф  | Паранойя                             | Paranoia                             | агент Гэмбл        |
| 2013      | ф  | Короли танцпола                      | Battle of the Year: The Dream Team   | Джейсон Блейк      |
| 2014      | ф  | Саботаж                              | Sabotage                             | Эдди «Нек» Джордан |
| 2014      | с  | Искусственный интеллект              | Intelligence                         | Гэбриел Вон        |
| 2016—2018 | с  | Колония                              | Colony                               | Уилл Боуман        |
| 2020      | с  | Удивительные истории                 | Amazing Stories                      | Уэйн Уилкс         |
| 2020      | с  | Йеллоустон                           | Yellowstone                          | Роарк Картер       |